# Comarques de Salamanca
11 comarques principals
22 comarques i subcomarques
Les comarques de Salamanca no estan regulades legalment, com a tota la comunitat de Castella i Lleó, on només existeix una comarca jurídicament establerta, El Bierzo. Ara bé, la província de Salamanca es pot dividir en diferents comarques.
- Comarca de Ciudad Rodrigo (La Socampana, Campo de Argañán, Campo de Yeltes, Campo de Agadones, Campo de Robledo i El Rebollar)
- Comarca de Vitigudino (El Abadengo, La Ribera, Tierra de Vitigudino i La Ramajería)
- La Armuña
- Las Villas
- Tierra de Peñaranda i Las Guareñas
- Tierra de Ledesma
- Comarca de Guijuelo (Entresierras, Salvatierra i Alto Tormes)
- Tierra de Alba
- Sierra de Béjar
- Sierra de Francia
- Campo de Salamanca